# Ahaxe-Alciette-Bascassan
Ahaxe-Alciette-Bascassan – miejscowość i gmina we Francji, w regionie Nowa Akwitania, w departamencie Pireneje Atlantyckie.
Według danych na rok 1990 gminę zamieszkiwały 263 osoby, a gęstość zaludnienia wynosiła 18 osób/km² (wśród 2290 gmin Akwitanii Ahaxe-Alciette-Bascassan plasuje się na 916. miejscu pod względem liczby ludności, natomiast pod względem powierzchni na miejscu 779.).
| 1901 | 1962 | 1968 | 1975 | 1982 | 1990 | 1999 |
| ---- | ---- | ---- | ---- | ---- | ---- | ---- |
| 576  | 344  | 335  | 307  | 265  | 263  | 320  |

## Galeria

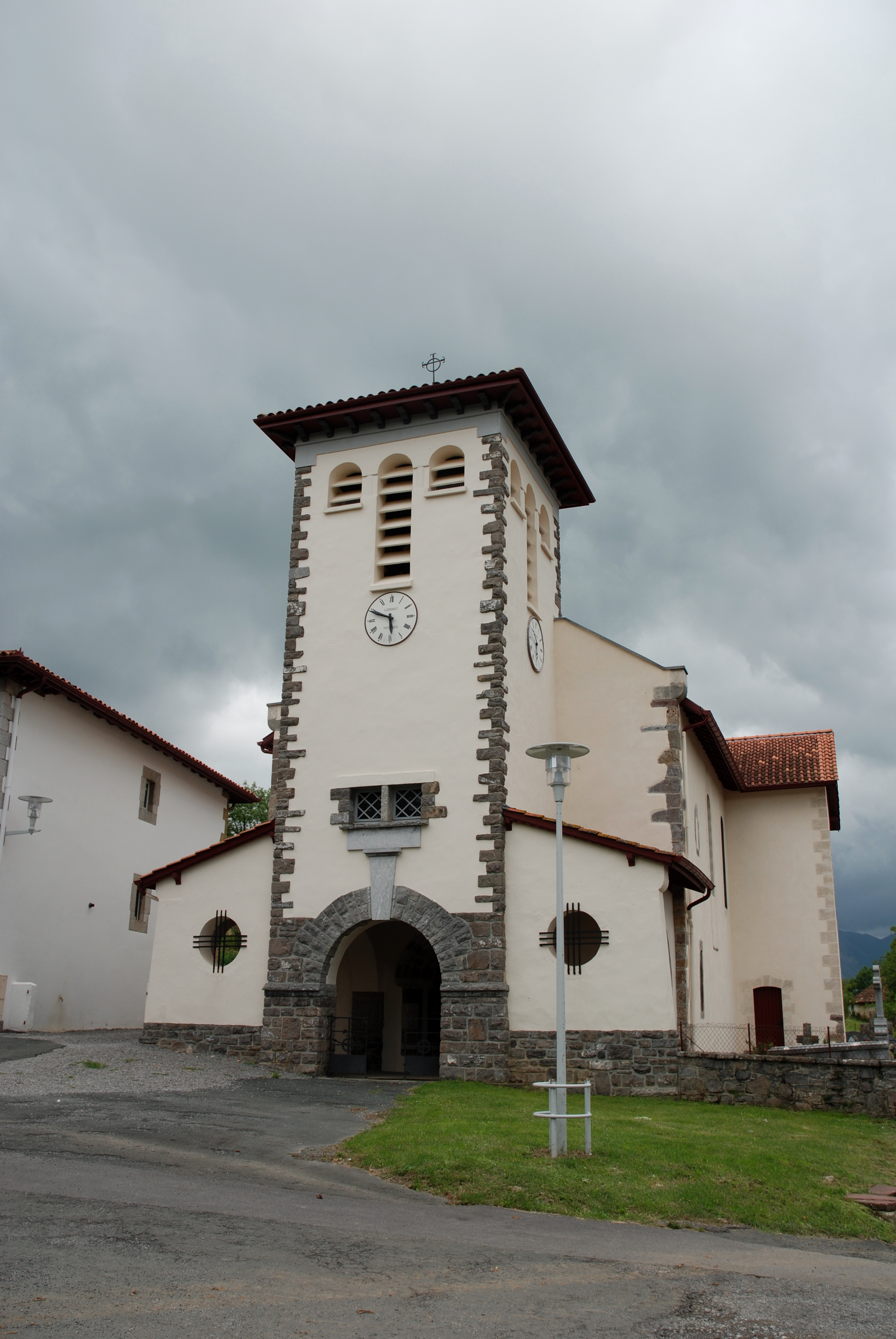
Kościół